# Крузенштерна, Филипп
Филипп Крузиус фон Крузенштерн / фон Крузенштерна (нем. Philipp Crusius von Krusenstiern, швед. Filip Crusius von Krusenstjerna; 1597 или 1598, Айслебен, Магдебургское архиепископство — 10 апреля 1676, Ревель, Шведская Эстляндия) — немецкий и шведский дипломат.
Основатель российского дворянского рода Крузенштернов.
Герцог Гольштейн-Готторпский Фридрих III послал Крузиуса, в 1633, через Москву в Персию, чтобы завести переговоры о торговых отношениях с Гольштинией. Описание этой торгово-дипломатической миссии составил секретарь посольства и родственник Крузиуса (они были женаты на родных сёстрах) — Олеарий.
Перейдя на шведскую службу, Крузиус фон Крузенштерн участвовал в посольстве, отправленном в 1655 к царю Алексею, с целью подтвердить Столбовский договор. Однако из-за начавшейся русско-шведской войны посольство было задержано в Москве; послам пришлось вынести ряд лишений и унижений. Участвовал в подготовке Валиесарского перемирия.
В стокгольмском архиве хранятся протоколы посольства и интересное описание Русского государства, составленное Крузиусом; он же составил подробное донесение о посольстве, которое, как и описание России. Материалы, собранные Крузиусом при его первой поездке в Москву и Персию, легли в основание описания Олеария, сопровождавшего его в качестве секретаря. Крузиусу фон Крузенштерн принадлежит также сочинение о местном праве в Эстляндии (ныне — Эстония) («Des Herzogtums Esthen Ritter- und Landrechte»), изданное в 1821.
В 1659 году Крузиус был назначен наместником в Ревеле и президентом городского суда. После 1670 года он жил уединённо в своих поместьях в Эстляндии.